# Запорожець Юрій Михайлович
Юрій Михайлович Запорожець — кандидат технічних наук (1983), доцент. Колишній народний депутат України.

## Життєпис
Народився 21 серпня 1948 року. Батько Михайло Іванович (1920) — пенс.; мати Ксенія Трофимівна (1923) — пенс.; дружина Людмила Василівна (1949) — викладач; дочка Ганна (1975) — працівник Нац. агентства України з упр. державними корпоративними правами; син Василь (1984) — школяр.
Осв.: Миколаїв. кораблебуд. ін-т (1973), інженер-електрик, «Електрообладнання суден».
Народний депутат України 2 склик. з 04.1994 (2-й тур) до 04.1998, Миколаїв. виб. окр. № 286, Миколаївської області. Член групи «Незалежні». Голова підкомітету з підготовки нормативних актів, секретар Комітету з питань базових галузей та соціально-економічного розвитку регіонів. На час виборів: Миколаївський кораблебудівельний інститут, доц.
З 1965 — робітник авіаремонтного підприємства в Кульбабине; навчався на вечірньому відділені інституту. З 1968 — навчання на стаціонарному відділенні. Згодом в аспірантурі. З 1978 — викладач, з 1989 — доцент Миколаївського кораблебудівного інституту. З 1990 — депутат, з 1991 — голова комісії з економічної реформи Миколаївської міськради. 1992 — один з організаторів і керівників Миколаївського організації об'єднання «Нова Україна». Працював начальником відділу суднового комплектного обладнання і кооперації, заступником начальника Управління суднобудівної промисловості — начальником відділу розвитку науково-технічного та машинобудівного потенціалу у суднобудуванні Міністерства промисловою політики України.
Був членом Політради партії МБР, головою Контрольно-ревізійної комісії партії МБР.
Автор (співавтор) понад 80 наук. праць.
Захоплення: подорожі, книги.

## Джерело
- Велика Україна